# 小行星9166
小行星9166（英語：9166）是一颗围绕太阳公转的小行星。1987年9月21日，茲丹卡·瓦弗洛娃在克萊季发现了此天体。
这颗小行星的绝对星等为148.8814215534608等。